# Nine Moati
Pour les articles homonymes, voir Moati.
Nine Moati (Nine Moati Cariès), née le 27 juillet 1937 à Paris 9e et morte le 3 mai 2021 à Paris 6e, est une romancière française.

## Biographie
Nine Moati est née à Paris en 1937,, dans une famille d'origine juive tunisienne. Mais sa famille est contrainte de quitter la capitale française, en exil, en 1941, à la suite de l'engagement de son père en faveur de l'indépendance de la Tunisie. Elle passe son enfance à Tunis.
Son père Serge (1903-1957) est fils de franc-maçon, socialiste et franc-maçon lui-même à la Grande Loge de France. Rattaché à la communauté des Granas, il est journaliste, notamment à Tunis socialiste et au Petit Matin. Mais les forces allemandes s'implantent à Tunis. Arrêté pour ses activités de résistance, il est déporté et interné au camp de concentration de Sachsenhausen avant de parvenir à s'en évader. Il participe ensuite à la libération de Paris avant de retrouver sa famille à Tunis.
Sa mère Odette née Scemama (1905-1957) est quant à elle issue de la communauté des Juifs natifs de Tunisie, les Twânsa, ce qui donne un caractère particulier au mariage de ses parents. Nine Moati est la sœur du journaliste Serge Moati, né en 1946. Elle est également la tante de l'acteur-réalisateur Félix Moati, né en 1990.
Elle effectue ses études secondaires à Tunis puis s'inscrit à l'École de journalisme de Paris. Elle interrompt ses études et s'installe définitivement à Paris, en 1957, après la mort de ses parents. Elle devient journaliste à la radio, puis au magazine Elle.
Elle écrit une quinzaine de romans. Son premier texte, Mon enfant, ma mère, paru en 1974 est autobiographique. Elle s'y adresse à sa mère. Les œuvres suivantes comportent aussi des éléments autobiographiques, et s'inscrivent dans une quête identitaire, avec tendresse, humour et sensibilité, bien que  s'inscrivant souvent dans le contexte de la Seconde Guerre mondiale,. Son plus grand succès est le livre Les Belles de Tunis paru en 1983.
Elle se marie avec le poète François Cariès. Ils ont deux filles, Marie Cariès, comédienne et Lucie Cariès, réalisatrice ainsi que quatre petits enfants .
Elle meurt à Paris le 3 mai 2021 dans la même ville,.

## Livres
- Mon enfant, ma mère, Stock, 1974 (réédition Ramsay Poche, 2006)[1]
- Le Mariage de Lucie Enriquez, Pauvert, 1978[5]
- Les Belles de Tunis, Le Seuil, 1983 (réédition Le Rocher 2004)[6]
- Madame Fortunée, Le Seuil, 1984
- L’Orientale, Le Seuil, 1985 (réédition Le Rocher, 2005)
- La Passagère sans étoile, Le Seuil, 1989 (réédition Le Rocher, 2006) prix Louis-Barthou de l’Académie française 1990
- Le Palais de la Neva, Fayard 1993
- Rose d’Alger, Fayard, 1994
- Perla de Mogador, Ramsay, 1997
- Deux femmes à Paris, Ramsay, 1998 (réédition 2000 et 2005 Ramsay Poche)
- La Maison aux mirages, Le Rocher, 2000
- Villa Week-End, Jean-Claude Lattès, 2003
- Une terrasse sur le Nil, Ramsay, 2004
- Hannah et les derniers Ottomans, Ramsay, 2006
- La Valise de mademoiselle Lucie, Le Rocher, 2007
- Le Fil de la vie, Balland, 2012

### Liens et documents externes
- Oral history interview with Nine Moati Caries (United States Holocaust Memorial Museum oral history collection, Oral History | Accession Number: 2018.549.1 | RG Number: RG-50.030.1003), septembre 2018
- « Les belles de Tunis-sont-en-deuil », Évocation mémorielle contenant des références biographiques de Nine Moaiti dans « Paysages : paysages et livres – Landschaften und Bücher – Landscapes and Books », 24 mai 2021